# Фаресман
Фаресман (Pharesmanes) e генерал на Византийската империя през началото на 6 век.
През 505 – 506 г. той е magister militum per Praetorian prefecture Orientem  на Изток след Ареобинд, който е консул през 506 г. заедно с Флавий Енодий Месала.
Командир е на войската в Персийско-византийската война 502 – 506 на император Анастасий I в Месопотамия и Армения. Участват и военачалниците – командири Руфин, Ареобинд, Патриций, Хипаций и Целер. Сасанидите се командват от Кобад I и Glones.